# Fize-Fontaine
Fize-Fontaine is een plaats en deelgemeente van de Belgische gemeente Villers-le-Bouillet.
Fize-Fontaine ligt in de provincie Luik en was tot 1 januari 1977 een zelfstandige gemeente.

## Bezienswaardigheden
- De Sint-Lambertuskerk (Église Saint-Lambert) is een neogotisch kerkgebouw van 1873. De kerk bezit een 14e-eeuws gotisch doopvont.

## Natuur en landschap
De hoogte aan de kerk bedraagt 176 meter.

## Demografische ontwikkeling
- Bronnen:NIS, Opm:1831 tot en met 1970=volkstellingen, 1976= inwoneraantal op 31 december

## Nabijgelegen kernen
Halbossart, Villers-le-Bouillet, Bodegnée